# A.S.D. Villabiagio
Associazione Sportiva Dilettantistica Villabiagio là một câu lạc bộ bóng đá Ý, có trụ sở tại Villanova, Marsciano và San Biagio della Valle, Umbria.

## Lịch sử

### Thành lập
Câu lạc bộ được thành lập vào năm 2001.

### Serie D
Trong mùa giải 2013-14, đội đã được thăng hạng lần đầu tiên, từ Eccellenza Umbria đến Serie D.